# Escola de Treino de Voo Elementar N.º 11 da RAAF
A Escola de Treino de Voo Elementar N.º 11 foi uma unidade de treino da Real Força Aérea Australiana (RAAF) que operou durante a Segunda Guerra Mundial. Foi uma de doze escolas de treino de voo elementar criadas pela RAAF para providenciar instrução introdutória a recrutas da RAAF para mais tarde se tornarem pilotos. Fez parte do esforço de guerra australiano sob os termos do Esquema de Treino Aéreo do Império. A unidade foi estabelecida em Junho de 1941 em Benalla, Vitória, e operou aviões de treino Tiger Moth e CAC Wackett durante a guerra. O treino na escola foi encerrado em Julho de 1945, depois de quase 3000 pilotos lá se terem formado. Em Fevereiro de 1946 a escola foi re-baptizada como Unidade de Cuidado e Manutenção Benalla, tendo esta unidade sido extinta em Outubro de 1948.

## História
A instrução de voo na Real Força Aérea Australiana sofreu profundas modificações com o despoletar da Segunda Guerra Mundial, devido ao grande aumento de voluntários que se queriam tornar tripulantes aéreos e também devido à participação da Austrália no Esquema de Treino Aéreo do Império. A unidade de treino de pilotagem da força aérea antes da guerra, a Escola de Treino de Voo N.º 1 na Estação de Point Cook, em Vitória, foi substituída entre 1940-41 por doze escolas de treino de voo elementar e oito escolas de treino de voo de serviço. As escolas de treino de voo elementar providenciavam um curso de voo de doze semanas aos alunos que se graduavam em alguma das escolas de treino inicial da RAAF. O treino de voo era composto por duas fases: a primeira tinha a duração de quatro semanas (incluindo 10 horas de voo) para determinar quais os alunos capazes de se tornarem pilotos. Aqueles que conseguissem ser nomeados passavam de seguida por mais oito semanas (incluindo 65 horas de voo) na escola. Os pilotos que concluíssem com sucesso este curso eram transferidos para uma escola de treino de voo de serviço na Austrália ou no Canadá, para receberem a próxima fase de instrução como aviadores militares.

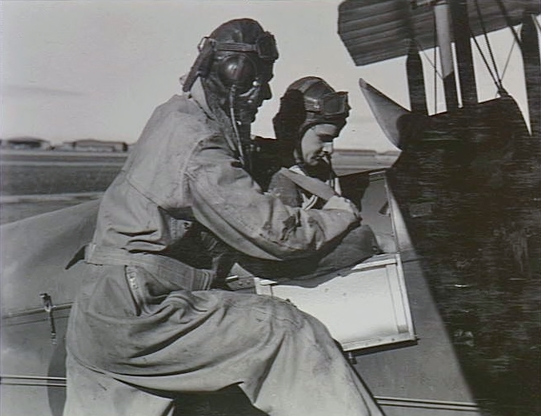
Instrutor e aluno na Escola de Treino de Voo Elementar N.º 11, por volta de 1944

A Escola de Treino de Voo Elementar N.º 11 foi formada em Benalla, Vitória, no dia 26 de Junho de 1941, e ficou subordinada ao Comando da Área do Sul. O seu comandante inaugural foi o Líder de Esquadrão I. C. C. Thomson. Antes de ser ocupada pela RAAF, Benalla era uma pista de emergência para aeronaves civis que viajavam entre Sydney e Melbourne. As infraestruturas da Escola de Treino de Voo Elementar N.º 11, que incluíam instalações médicas e dois aeródromos satélites, havia tido um orçamento de 85 mil libras, essencialmente para construção de edifícios e trabalhos de engenharia. Contudo, quando a escola "abriu", apenas os depósitos e o aquartelamento para cerca de 100 militares estavam construídos; os cursos de instrução, que começaram no dia 24 de Julho, foram leccionados numa primeira fase em tendas perto da pista. Só no final do ano é que os hangares para os aviões ficaram construídos, tendo estes ao longo de meio ano ficado expostos aos elementos.
A prática de voo em Benalla foi por várias vezes interrompida devido às más condições atmosféricas, e a pista ficou inoperacional entre Setembro e Novembro de 1941, tendo sido enviado um destacamento de 250 elementos para Essendon, base da Escola de Treino de Voo Elementar N.º 3, para que os cursos não parassem. Em Outubro de 1941, seis aviadores da Escola de Treino de Voo Elementar N.º 11 foram a tribunal por se amotinarem. Estes homens defenderam-se argumento que tinha que realizar serviços de patrulha à noite, comparecer na parada às 7:15 e ainda trabalhar ao longo do dia no seu serviço normal. Um dos homens foi tido como culpado por incitar o motim e os outros cinco por não terem reportado a situação ao comandante da escola. O sentenciado foi preso por dezoito meses e os outros ficaram detidos entre cinco a seis meses; depois das sentenças, os seis homens foram expulsos da força aérea. No dia 11 de Dezembro de 1941, um dos aviões Tiger Moth da escola teve um acidente durante uma aterragem e atropelou quatro pessoas no solo, resultando em dois mortos e dois feridos; os dois pilotos também ficaram feridos. Com o despoletar da Guerra do Pacífico, foram cavadas trincheiras à volta da base.

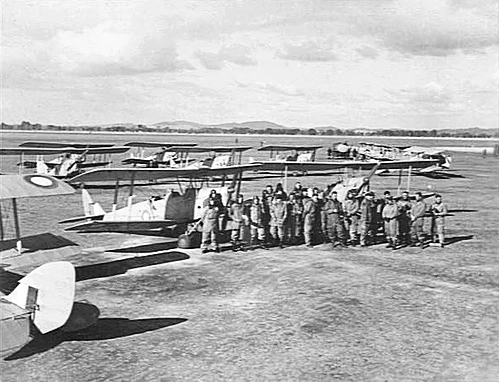
Instrutores e estudantes da Escola de Treino de Voo Elementar N.º 11 com as suas aeronaves de treino Tiger Moth, em 1944

A escola começou a substituir os seus Tiger Moth por aviões CAC Wackett em Janeiro de 1942. A Escola de Treino de Voo Elementar N.º 11 absorveu os estudantes, instrutores e aviões CAC Wackett da Escola de Treino de Voo Elementar N.º 3 em Abril quando a escola foi dissolvida. No mesmo mês, em Benalla, trinta e dois pilotos do Corpo Aéreo do Exército dos Estados Unidos realizaram uma formação de pilotagem durante quatro semanas, com os aviões Wackett. No dia 5 de Setembro de 1942, um dos Wackett ficou destruído quando caiu depois de descolar, acidente no qual o estudante morreu e o piloto ficou gravemente ferido. Os aviões de treino Wackett foram retirados de serviço para receberem actualizações em Fevereiro de 1943, e a escola voltou a operar aviões Tiger Moth. Um piloto faleceu e outro ficou gravemente ferido quando os seus Tiger Moth colidiram no ar depois de descolar, no dia 15 de Junho. No mês seguinte, a 7 de Julho, um dos Tiger Moth teve um acidente durante um voo nocturno numa zona a este de Benalla; os dois tripulantes faleceram. Outro Tiger Moth ficou destruído e o seu piloto morreu durante um acidente a oeste de Benalla, no dia 20 de Outubro de 1943. No dia 14 de Maio de 1944, outro piloto faleceu e o seu estudante ficou gravemente ferido quando o seu Tiger Moth ficou fora de controlo durante um teste de instrumentos a norte de Benalla.
O treino de voo na Escola de Treino de Voo Elementar N.º 11 sofreu cortes em Maio de 1945. Dez estudantes das Índias Orientais Holandesas realizaram um curso em Junho, e em Julho toda a instrução cessou, altura pela qual 2953 estudantes já haviam passado pela escola. As infraestruturas da Escola de Treino de Voo Elementar N.º 11 foram usadas para o estabelecimento da Unidade de Cuidado e Manutenção Benalla, no dia 28 de Fevereiro de 1946. Esta unidade era uma de muitas unidades de cuidado e manutenção que a RAAF criou depois da guerra para cuidar das aeronaves e das bases. A unidade era responsável pela manutenção de aviões North American P-51 Mustang. Todas as suas aeronaves foram transferidas para a Unidade de Cuidado e Manutenção Tocumwal, em Nova Gales no Sul, no dia 15 de Outubro de 1948, e a unidade de Benalla foi extinta no mesmo dia.
No dia 17 de Junho de 1995 um memorial dedicado à Escola de Treino de Voo Elementar N.º 11 foi inaugurado em Benalla.